# Gouvernement Konstantínos Karamanlís VII
Pour les articles homonymes, voir gouvernement Karamanlís.
IIIe République hellénique
K. Karamanlís VI Rállis
Le gouvernement Konstantínos Karamanlís VII (en grec moderne : Κυβέρνηση Κωνσταντίνου Γ. Καραμανλή 1977) est le gouvernement de la République hellénique entre le 28 novembre 1977 et le 5 mai 1980, sous la IIe législature du Parlement.
Il est dirigé par le conservateur sortant Konstantínos Karamanlís, vainqueur des élections législatives à la majorité absolue. Il succède au gouvernement Karamanlís VI et cède le pouvoir au gouvernement du conservateur Geórgios Rállis après l'élection de Karamanlís à la présidence de la République.

## Historique
Dirigé par le Premier ministre conservateur sortant Konstantínos Karamanlís, ce gouvernement est constitué et soutenu par la Nouvelle Démocratie (ND). Seule, elle dispose de 171 députés sur 300, soit 57 % des sièges du Parlement.
Il est formé à la suite des élections législatives du 20 novembre 1977.
Il succède donc au gouvernement Karamanlís VI, constitué et soutenu dans les mêmes conditions.

### Formation
Au cours du scrutin législatif, la ND enregistre un très fort recul avec 41,8 % des voix, soit 12 points de moins que lors des précédentes élections. Le Mouvement socialiste panhellénique (PASOK) d'Andréas Papandréou remplace l'Union du centre démocratique (EDIK) de l'ancien ministre des Affaires étrangères Geórgios Mávros comme principal parti de l'opposition.
Karamanlís et son équipe de 21 ministres sont assermentés au palais présidentiel d'Athènes par le président de la République Konstantínos Tsátsos le 28 novembre.

### Succession
Deux ans et demi après sa prise de fonction, le Premier ministre est élu chef de l'État par le Parlement, le 5 mai 1980. Il démissionne aussitôt de la présidence de la ND, qui lui choisit pour successeur le ministre des Affaires étrangères Geórgios Rállis au détriment du ministre de la Défense nationale Evángelos Avéroff trois jours plus tard.
Rállis constitue alors son équipe gouvernementale, dans laquelle il maintient Avéroff, le 10 mai.

## Composition

### Initiale (28 novembre 1977)
| Portefeuille                                                                      | Titulaire | Titulaire                     | Parti |
| --------------------------------------------------------------------------------- | --------- | ----------------------------- | ----- |
| Premier ministre                                                                  |           | Konstantínos Karamanlís       | ND    |
| Ministre sans portefeuille                                                        |           | Konstantínos Papakonstantínou | ND    |
| Ministre de la Coordination                                                       |           | Geórgios Rállis               | ND    |
| Ministre de la Présidence du gouvernement                                         |           | Konstantínos Stephanópoulos   | ND    |
| Ministre des Affaires étrangères                                                  |           | Panagís Papaligoúras          | ND    |
| Ministre de la Défense nationale                                                  |           | Evángelos Avéroff             | ND    |
| Ministre de la Justice                                                            |           | Geórgios Stamátis             | ND    |
| Ministre de l'Intérieur                                                           |           | Christóphoros Strátos         | ND    |
| Ministre de l'Éducation nationale et des Religions                                |           | Ioánnis Varvitsiótis          | ND    |
| Ministre des Finances                                                             |           | Ioánnis Boútos                | ND    |
| Ministre de l'Agriculture                                                         |           | Athanásios Taliadoúros        | ND    |
| Ministre sans portefeuille, chargé des Relations avec les Communautés européennes |           | Giórgios Kodogéorgis          | ND    |
| Ministre de la Culture et de la Science                                           |           | Geórgios Plytás               | ND    |
| Ministre de l'Industrie et de l'Énergie                                           |           | Miltiádis Évert               | ND    |
| Ministre du Commerce                                                              |           | Geórgios Panagiotópoulos (en) | ND    |
| Ministre du Travail                                                               |           | Konstantínos Láskaris         | ND    |
| Ministre des Services sociaux                                                     |           | Spyrídon Doxiádis             | ND    |
| Ministre des Travaux publics                                                      |           | Nikólaos Zardinídis           | ND    |
| Ministre des Transports                                                           |           | Aléxandros Papadóngonas       | ND    |
| Ministre de l'Ordre public                                                        |           | Athanásios Bálkos             | ND    |
| Ministre de la Marine marchande                                                   |           | Emmanouíl B. Kephalogiánnis   | ND    |
| Ministre de la Grèce du Nord                                                      |           | Nikólaos Mártis               | ND    |

### Remaniement du 10 mai 1978
| Portefeuille                                                                      | Titulaire | Titulaire                                               | Parti |
| --------------------------------------------------------------------------------- | --------- | ------------------------------------------------------- | ----- |
| Premier ministre                                                                  |           | Konstantínos Karamanlís                                 | ND    |
| Ministre sans portefeuille                                                        |           | Konstantínos Papakonstantínou                           | ND    |
| Ministre de la Coordination                                                       |           | Konstantínos Mitsotákis                                 | ND    |
| Ministre de la Présidence du gouvernement                                         |           | Konstantínos Stephanópoulos                             | ND    |
| Ministre des Affaires étrangères                                                  |           | Geórgios Rállis                                         | ND    |
| Ministre de la Défense nationale                                                  |           | Evángelos Avéroff                                       | ND    |
| Ministre de la Justice                                                            |           | Geórgios Stamátis                                       | ND    |
| Ministre de l'Intérieur                                                           |           | Christóphoros Strátos                                   | ND    |
| Ministre de l'Éducation nationale et des Religions                                |           | Ioánnis Varvitsiótis                                    | ND    |
| Ministre des Finances                                                             |           | Athanásios Taliadoúros                                  | ND    |
| Ministre de l'Agriculture                                                         |           | Ioánnis Boútos                                          | ND    |
| Ministre sans portefeuille, chargé des Relations avec les Communautés européennes |           | Giórgios Kodogéorgis                                    | ND    |
| Ministre de la Culture et de la Science                                           |           | Geórgios Plytás (jusqu'au 25/09/1978) Dimítrios Niánias | ND    |
| Ministre de l'Industrie et de l'Énergie                                           |           | Miltiádis Évert                                         | ND    |
| Ministre du Commerce                                                              |           | Geórgios Panagiotópoulos (en)                           | ND    |
| Ministre du Travail                                                               |           | Konstantínos Láskaris                                   | ND    |
| Ministre des Services sociaux                                                     |           | Spyrídon Doxiádis                                       | ND    |
| Ministre des Travaux publics                                                      |           | Nikólaos Zardinídis                                     | ND    |
| Ministre des Transports                                                           |           | Aléxandros Papadóngonas                                 | ND    |
| Ministre de l'Ordre public                                                        |           | Athanásios Bálkos                                       | ND    |
| Ministre de la Marine marchande                                                   |           | Emmanouíl B. Kephalogiánnis                             | ND    |
| Ministre de la Grèce du Nord                                                      |           | Nikólaos Mártis                                         | ND    |
| Ministre de l'Aménagement du territoire, du Logement et de l'Environnement        |           | Stéphanos Mános (14/03/1980)                            | ND    |